# Dara O'Shea
Dara Joseph O'Shea, född 4 mars 1999, är en irländsk fotbollsspelare som spelar för Ipswich Town.

## Klubbkarriär
O'Shea spelade fotboll för St. Kevin's Boys fram tills 2015 då han flyttade till engelska West Bromwich Albion. Under säsongen 2015/2016 blev O'Shea för första gången uttagen i reservlaget som spelade i Premier League 2. Följande säsong var han ordinarie i reservlaget och spelade 20 ligamatcher samt gjorde ett mål.
Den 25 augusti 2017 lånades O'Shea ut till Hereford som spelade i Southern Football League Premier Division på ett sexmånaders låneavtal. I januari 2018 förlängdes låneavtalet över resten av säsongen. O'Shea gjorde sju mål för Hereford och hjälpte klubben att vinna serien.
Den 7 augusti 2018 lånades O'Shea ut till fjärdedivisionsklubben Exeter City på ett sexmånaders låneavtal. Han debuterade den 29 september 2018 i en 1–1-match mot Port Vale, där han blev inbytt på övertid mot Lee Martin. I mitten av november 2018 tog han en ordinarie plats i lagets startelva, och i januari 2019 förlängdes låneavtalet över resten av säsongen. Totalt spelade O'Shea 27 ligamatcher under sin tid i Exeter City.
Den 13 augusti 2019 debuterade O'Shea för West Bromwich Albions A-lag i en 1–2-förlust mot Millwall i Ligacupen. Han började säsongen med att främst spela i reservlaget. Det var först den 21 december 2019 som han debuterade i Championship i en 1–1-match mot Brentford, där han blev inbytt i den 49:e minuten mot skadade Kyle Bartley. Den 24 januari 2020 förlängde O'Shea sitt kontrakt i West Bromwich Albion med 3,5 år. Därefter valde tränaren Slaven Bilić att använde O'Shea som ordinarie mittback under resten av säsongen. Den 9 februari 2020 gjorde han sitt första ligamål i en 2–0-vinst över Millwall. Säsongen avslutades med uppflyttning för West Bromwich Albion till Premier League. O'Shea gjorde sin Premier League-debut den 13 september 2020 i en 0–3-förlust mot Leicester City.
Den 23 juni 2023 värvades O'Shea av nyuppflyttade Premier League-klubben Burnley, där han skrev på ett fyraårskontrakt. Den 25 augusti 2024 värvades O'Shea av Ipswich Town, där han skrev på ett femårskontrakt.

## Landslagskarriär
O'Shea spelade åtta landskamper och gjorde ett mål för Irlands U17-landslag mellan september 2015 och april 2016. Därefter spelade han tre landskamper mellan maj och november 2016 för U18-landslaget. Mellan september 2016 och mars 2018 spelade O'Shea tio landskamper för U19-landslaget och han gjorde även ett mål. Under 2019 spelade O'Shea för U21-landslaget.
Den 14 oktober 2020 debuterade O'Shea för Irlands A-landslag i en 1–0-vinst över Finland.